# Sport-Club Freiburg 1984-1985
Questa voce raccoglie le informazioni riguardanti lo Sport-Club Freiburg nelle competizioni ufficiali della stagione 1984-1985.

## Stagione
Nella stagione 1984-1985 il Friburgo, allenato da Antun Rudinski, concluse il campionato di 2. Bundesliga al 8º posto. In Coppa di Germania il Friburgo fu eliminato al primo turno dal Darmstadt.

## Rosa
| N. |                     | Ruolo | Calciatore          |
| -- | ------------------- | ----- | ------------------- |
|    | Germania (bandiera) | P     | Siegfried Grüninger |
|    | Germania (bandiera) | P     | Günther Wienhold    |
|    | Germania (bandiera) | D     | Michael Dämgen      |
|    | Germania (bandiera) | D     | Rolf Maier          |
|    | Germania (bandiera) | D     | Jürgen Menger       |
|    | Germania (bandiera) | C     | Klaus Bury          |
|    | Polonia (bandiera)  | C     | Henryk Kruppa       |
|    | Germania (bandiera) | C     | Axel Lais           |
|    | Germania (bandiera) | C     | Armin Löffler       |
|    | Serbia (bandiera)   | C     | Milorad Pilipović   |
|    | Germania (bandiera) | C     | Hermann Rudolf      |

| N. |                     | Ruolo | Calciatore          |
| -- | ------------------- | ----- | ------------------- |
|    | Germania (bandiera) | C     | Ralf Schöpperle     |
|    | Germania (bandiera) | C     | Karl-Heinz Schulz   |
|    | Germania (bandiera) | C     | Hans-Peter Schulzke |
|    | Germania (bandiera) | C     | Thomas Stickroth    |
|    | Ungheria (bandiera) | C     | Gabor Zele          |
|    | Germania (bandiera) | A     | Karl-Heinz Mähn     |
|    | Germania (bandiera) | A     | Hans Meisel         |
|    | Germania (bandiera) | A     | Herbert Reiß        |
|    | Germania (bandiera) | A     | Uwe Stächelin       |
|    | Germania (bandiera) | A     | Franz Weber         |
|    | Svezia (bandiera)   | A     | Benny Wendt         |

## Organigramma societario
Area tecnica
- Allenatore: Antun Rudinski
- Allenatore in seconda:
- Preparatore dei portieri:
- Preparatori atletici:

## Calciomercato

### Sessione estiva
| Acquisti | Acquisti          | Acquisti         | Acquisti |
| R.       | Nome              | da               | Modalità |
| -------- | ----------------- | ---------------- | -------- |
| A        | Hans Meisel       | Bayern Monaco    |          |
| D        | Jürgen Menger     | Magonza          |          |
| C        | Milorad Pilipović | Spartak Subotica |          |
| A        | Franz Weber       | Greuther Fürth   |          |
| A        | Benny Wendt       | Sleipner         |          |

| Cessioni | Cessioni           | Cessioni     | Cessioni |
| R.       | Nome               | a            | Modalità |
| -------- | ------------------ | ------------ | -------- |
| C        | Reinhard Binder    | Offenburger  |          |
| D        | Herbert Briem      | Stoccarda    |          |
| C        | Bernd Krajczy      | Darmstadt    |          |
| A        | Joachim Löw        | Karlsruhe    |          |
| D        | Karl-Heinz Wöhrlin | Uerdingen 05 |          |

### Sessione invernale
| Acquisti | Acquisti | Acquisti | Acquisti |
| R.       | Nome     | da       | Modalità |
| -------- | -------- | -------- | -------- |

| Cessioni | Cessioni | Cessioni | Cessioni |
| R.       | Nome     | a        | Modalità |
| -------- | -------- | -------- | -------- |

## Risultati

### 2. Bundesliga

#### Girone di andata
| Arbitro: | Theobald |

|                       |           |            |
| Rudolf 27’ Dämgen 74’ | Marcatori | 9’ Posniak |

| Arbitro: | Bodmer |

|                                   |           |               |
| Knauf 4’ Traser 27’ Cestonaro 48’ | Marcatori | 80’, 86’ Mähn |

| Arbitro: | Brehm |

|                        |           |  |
| Schulz 60’ Löffler 90’ | Marcatori |  |

| Hannover 28 agosto 1984, ore 19:30 CEST 4ª giornata | Hannover 96 | 0 – 0 referto | Friburgo | Niedersachsenstadion (17 000 spett.)\| Arbitro: \| Kautschor \| |
| Arbitro:                                            | Kautschor   |               |          |                                                                 |

| Arbitro: | Neuner |

|  |           |              |
|  | Marcatori | 22’ Eckstein |

| Arbitro: | Kasperowski |

|                          |           |               |
| Abramczik 23’ Dubski 45’ | Marcatori | 38’ Pilipović |

| Arbitro: | Broska |

|                                   |           |                      |
| Rohatsch 31’ Vorreiter 79’ (rig.) | Marcatori | 70’ (rig.) Stickroth |

| Arbitro: | Schmidhuber |

|           |           |                                             |
| Weber 36’ | Marcatori | 23’ Werres 56’ Kurtenbach 82’, 86’ Grabosch |

| Arbitro: | Boos |

|  |           |            |
|  | Marcatori | 77’ Meisel |

| Arbitro: | Probst |

|          |           |           |
| Mähn 48’ | Marcatori | 3’ Szesni |

| Arbitro: | Bruch |

|                       |           |            |
| Höfer 23’ Kubosch 32’ | Marcatori | 52’ Dämgen |

| Arbitro: | Kost |

|                           |           |                |
| Löffler 45’ Pilipović 55’ | Marcatori | 65’ Kirschbaum |

| Arbitro: | Mierswa |

|                                    |           |                                    |
| Wenzel 50’ Golke 72’ Mackensen 76’ | Marcatori | 13’ Schulz 24’ Weber 58’ Pilipović |

| Arbitro: | Huster |

|           |           |           |
| Weber 78’ | Marcatori | 63’ Wirtz |

| Arbitro: | Föckler |

|             |           |  |
| Brandts 10’ | Marcatori |  |

| Arbitro: | Heitmann |

|  |           |                        |
|  | Marcatori | 22’ Allievi 75’ Kügler |

| Arbitro: | Waltert |

|            |           |                                         |
| Kohnle 47’ | Marcatori | 17’ Pilipović 68’ Weber 86’, 90’ Schulz |

| Friburgo in Brisgovia 1º dicembre 1984, ore 15:00 CET 18ª giornata | Friburgo | 0 – 0 referto | Union Solingen | Dreisamstadion (1 150 spett.)\| Arbitro: \| Brückner \| |
| Arbitro:                                                           | Brückner |               |                |                                                         |

| Arbitro: | Amerell |

|  |           |               |
|  | Marcatori | 86’ Stächelin |

#### Girone di ritorno
| Darmstadt 23 aprile 1985, ore 19:00 CEST 20ª giornata | Darmstadt | 0 – 0 referto | Friburgo | Stadion am Böllenfalltor (2 100 spett.)\| Arbitro: \| Kost \| |
| Arbitro:                                              | Kost      |               |          |                                                               |

| Arbitro: | Reinstädtler |

|                         |           |               |
| Pilipović 34’ Weber 76’ | Marcatori | 55’ Cestonaro |

| Berlino 23 febbraio 1985, ore 19:00 CET 22ª giornata | Hertha Berlino | 0 – 0 referto | Friburgo | Stadio Olimpico (3 800 spett.)\| Arbitro: \| Wiesel \| |
| Arbitro:                                             | Wiesel         |               |          |                                                        |

| Arbitro: | Ermer |

|           |           |                     |
| Wendt 27’ | Marcatori | 85’ (rig.) Hartmann |

| Arbitro: | Bruch |

|                             |           |          |
| Güttler 26’ Lieberwirth 27’ | Marcatori | 37’ Zele |

| Arbitro: | Brehm |

|                       |           |                   |
| Wendt 29’ Löffler 83’ | Marcatori | 7’, 39’ Abramczik |

| Arbitro: | Kautschor |

|                       |           |          |
| Wendt 10’, 12’ (rig.) | Marcatori | 45’ Hahn |

| Colonia 16 marzo 1985, ore 15:00 CET 27ª giornata | Fortuna Colonia | 0 – 0 referto | Friburgo | Südstadion (500 spett.)\| Arbitro: \| Diekert \| |
| Arbitro:                                          | Diekert         |               |          |                                                  |

| Arbitro: | Kost |

|           |           |  |
| Weber 28’ | Marcatori |  |

| Arbitro: | Weber |

|                                            |           |  |
| Blättel 47’ (rig.), 88’ (rig.) Dickert 70’ | Marcatori |  |

| Arbitro: | Föckler |

|                 |           |  |
| Schulz 45’, 89’ | Marcatori |  |

| Arbitro: | Waltert |

|                                       |           |  |
| Bebensee 65’ Schweger 77’ Mattern 81’ | Marcatori |  |

| Arbitro: | Bodmer |

|           |           |                          |
| Weber 12’ | Marcatori | 46’ Wenzel 86’ Bargfrede |

| Arbitro: | Retzmann |

|            |           |                         |
| Krella 83’ | Marcatori | 13’ Pilipović 61’ Weber |

| Arbitro: | Boos |

|                                  |           |             |
| Stickroth 63’ (rig.), 66’ (rig.) | Marcatori | 79’ Brandts |

| Arbitro: | Barnick |

|                              |           |                               |
| Steubing 3’ Džoni 38’ (rig.) | Marcatori | 17’, 81’ Pilipović 56’ Menger |

| Arbitro: | Niebergall |

|                          |           |  |
| Pilipović 27’ Meisel 88’ | Marcatori |  |

| Arbitro: | Mierswa |

|                               |           |               |
| Elm 21’ (rig.) Hotić 88’, 90’ | Marcatori | 66’ Pilipović |

| Arbitro: | Schäfer |

|  |           |               |
|  | Marcatori | 11’, 61’ Lenz |

### Coppa di Germania
| Arbitro: | Walz |

|                               |           |  |
| Emig 18’ Kuhl 44’ Krajczy 63’ | Marcatori |  |

## Statistiche

### Statistiche di squadra
| Competizione      | Punti | In casa | In casa | In casa | In casa | In casa | In casa | In trasferta | In trasferta | In trasferta | In trasferta | In trasferta | In trasferta | Totale | Totale | Totale | Totale | Totale | Totale | DR |
| Competizione      | Punti | G       | V       | N       | P       | Gf      | Gs      | G            | V            | N            | P            | Gf           | Gs           | G      | V      | N      | P      | Gf     | Gs     | DR |
| ----------------- | ----- | ------- | ------- | ------- | ------- | ------- | ------- | ------------ | ------------ | ------------ | ------------ | ------------ | ------------ | ------ | ------ | ------ | ------ | ------ | ------ | -- |
| 2. Bundesliga     | 38    | 19      | 9       | 5       | 5       | 24      | 21      | 19           | 5            | 5            | 9            | 21           | 28           | 38     | 14     | 10     | 14     | 45     | 49     | -4 |
| Coppa di Germania | -     | 0       | 0       | 0       | 0       | 0       | 0       | 1            | 0            | 0            | 1            | 0            | 3            | 1      | 0      | 0      | 1      | 0      | 3      | -3 |
| Totale            | 38    | 19      | 9       | 5       | 5       | 24      | 21      | 20           | 5            | 5            | 10           | 21           | 31           | 39     | 14     | 10     | 15     | 45     | 52     | -7 |

### Andamento in campionato
| Giornata  | 1 | 2  | 3 | 4 | 5  | 6  | 7  | 8  | 9  | 10 | 11 | 12 | 13 | 14 | 15 | 16 | 17 | 18 | 19 | 20 | 21 | 22 | 23 | 24 | 25 | 26 | 27 | 28 | 29 | 30 | 31 | 32 | 33 | 34 | 35 | 36 | 37 | 38 |
| --------- | - | -- | - | - | -- | -- | -- | -- | -- | -- | -- | -- | -- | -- | -- | -- | -- | -- | -- | -- | -- | -- | -- | -- | -- | -- | -- | -- | -- | -- | -- | -- | -- | -- | -- | -- | -- | -- |
| Luogo     | C | T  | C | T | C  | T  | T  | C  | T  | C  | T  | C  | T  | C  | T  | C  | T  | C  | T  | T  | C  | T  | C  | T  | C  | C  | T  | C  | T  | C  | T  | C  | T  | C  | T  | C  | T  | C  |
| Risultato | V | P  | V | N | P  | P  | P  | P  | V  | N  | P  | V  | N  | N  | P  | P  | V  | N  | V  | N  | V  | N  | N  | P  | N  | V  | N  | V  | P  | V  | P  | P  | V  | V  | V  | V  | P  | P  |
| Posizione | 4 | 10 | 7 | 5 | 10 | 14 | 13 | 17 | 14 | 13 | 14 | 13 | 15 | 12 | 16 | 17 | 14 | 14 | 10 | 11 | 9  | 9  | 10 | 10 | 11 | 11 | 10 | 9  | 10 | 7  | 10 | 12 | 9  | 8  | 7  | 6  | 7  | 8  |

Legenda:

Luogo: C = Casa; T = Trasferta. Risultato: V = Vittoria; N = Pareggio; P = Sconfitta.

### Statistiche dei giocatori
| Giocatore     | 2. Bundesliga | 2. Bundesliga | 2. Bundesliga | 2. Bundesliga | Coppa di Germania | Coppa di Germania | Coppa di Germania | Coppa di Germania | Totale   | Totale | Totale      | Totale     |
| Giocatore     | Presenze      | Reti          | Ammonizioni   | Espulsioni    | Presenze          | Reti              | Ammonizioni       | Espulsioni        | Presenze | Reti   | Ammonizioni | Espulsioni |
| ------------- | ------------- | ------------- | ------------- | ------------- | ----------------- | ----------------- | ----------------- | ----------------- | -------- | ------ | ----------- | ---------- |
| K. Bury       | 0             | 0             | 0             | 0             | 0                 | 0                 | 0                 | 0                 | 0        | 0      | 0           | 0          |
| M. Dämgen     | 34            | 2             | 10            | 0             | 1                 | 0                 | 1                 | 0                 | 35       | 2      | 11          | 0          |
| S. Grüninger  | 37            | 0             | 2             | 0             | 1                 | 0                 | 0                 | 0                 | 38       | 0      | 2           | 0          |
| H. Kruppa     | 17            | 0             | 4             | 0             | 1                 | 0                 | 0                 | 0                 | 18       | 0      | 4           | 0          |
| A. Lais       | 28            | 0             | 1             | 0             | 0                 | 0                 | 0                 | 0                 | 28       | 0      | 1           | 0          |
| A. Löffler    | 27            | 3             | 6             | 0             | 1                 | 0                 | 0                 | 0                 | 28       | 3      | 6           | 0          |
| R. Maier      | 26            | 0             | 7             | 0             | 0                 | 0                 | 0                 | 0                 | 26       | 0      | 7           | 0          |
| H. Meisel     | 25            | 2             | 2             | 0             | 0                 | 0                 | 0                 | 0                 | 25       | 2      | 2           | 0          |
| J. Menger     | 24            | 1             | 7             | 1             | 1                 | 0                 | 1                 | 0                 | 25       | 1      | 8           | 1          |
| K. Mähn       | 20            | 3             | 1             | 0             | 1                 | 0                 | 0                 | 0                 | 21       | 3      | 1           | 0          |
| M. Pilipović  | 34            | 10            | 6             | 0             | 1                 | 0                 | 1                 | 0                 | 35       | 10     | 7           | 0          |
| H. Reiß       | 4             | 0             | 0             | 0             | 0                 | 0                 | 0                 | 0                 | 4        | 0      | 0           | 0          |
| H. Rudolf     | 25            | 1             | 1             | 0             | 1                 | 0                 | 1                 | 0                 | 26       | 1      | 2           | 0          |
| K. Schulz     | 34            | 6             | 6             | 0             | 1                 | 0                 | 0                 | 0                 | 35       | 6      | 6           | 0          |
| H. Schulzke   | 2             | 0             | 1             | 0             | 0                 | 0                 | 0                 | 0                 | 2        | 0      | 1           | 0          |
| R. Schöpperle | 2             | 0             | 0             | 0             | 0                 | 0                 | 0                 | 0                 | 2        | 0      | 0           | 0          |
| T. Stickroth  | 25            | 3             | 2             | 0             | 1                 | 0                 | 0                 | 0                 | 26       | 3      | 2           | 0          |
| U. Stächelin  | 22            | 1             | 3             | 0             | 1                 | 0                 | 0                 | 0                 | 23       | 1      | 3           | 0          |
| F. Weber      | 38            | 8             | 3             | 0             | 1                 | 0                 | 0                 | 0                 | 39       | 8      | 3           | 0          |
| B. Wendt      | 13            | 4             | 3             | 0             | 0                 | 0                 | 0                 | 0                 | 13       | 4      | 3           | 0          |
| G. Wienhold   | 1             | 0             | 0             | 0             | 0                 | 0                 | 0                 | 0                 | 1        | 0      | 0           | 0          |
| G. Zele       | 35            | 1             | 10            | 0             | 1                 | 0                 | 0                 | 0                 | 36       | 1      | 10          | 0          |